# Corealithus coreanus
Espèce
Synonymes
- Phrurolithus coreanus Paik, 1991

Corealithus coreanus est une espèce d'araignées aranéomorphes de la famille des Phrurolithidae.

## Distribution
Cette espèce se rencontre en Corée du Sud, au Japon et en Russie aux îles Kouriles.

## Description
La femelle holotype mesure 2,96 mm.
Les mâles mesurent de 2,08 à 2,50 mm et les femelles de 2,37 à 3,20 mm.
Les mâles mesurent de 2,12 à 2,36 mm et les femelles de 2,40 à 3,02 mm.

## Systématique et taxinomie
Cette espèce a été décrite sous le protonyme Phrurolithus coreanus par Paik en 1991. Elle est placée dans le genre Otacilia par Zamani et Marusik en 2020 puis dans le genre Corealithus par Kamura en 2021.

## Étymologie
Son nom d'espèce lui a été donné en référence au lieu de sa découverte, la Corée.

## Publication originale
- Paik, 1991 : « Korean spiders of the genus Phrurolithus (Araneae: Clubionidae). » Korean Arachnology, vol. 6, p. 171-196.